# サンライズラヂオ
サンライズラヂオは、東海ラジオ放送・HBCラジオで1996年10月から2016年4月3日（HBCラジオは3月27日）まで放送されていたラジオ番組（アニラジ）シリーズである。

## 出演者
以下は、BREEZEのもの。
- あべわき - メインパーソナリティ
- 井上幸一
- 川口克己
- 泰勇気 - 番組内では「先輩」と呼ばれる（後述）。
- 塚田廷式
- 寺田貴信
塚田と寺田にはダンディライオンズというコンビ名が付けられており、どちらか一人のみ出演の場合にはロンリーライオンと紹介される。2014年を境に出演機会が減少したが、サイト上ではイラストと紹介文が引き続き掲載されている[1]。

あべを除いて、それぞれ出演しない場合もある。その他不定期出演者および過去の出演者は、下記の各番組名の項目も参照のこと。

## スポンサー
- 〜2008年3月 - バンプレスト（提供読みの際には「スーパーロボット大戦でおなじみの」とキャッチコピーが付されていた）、サンライズインタラクティブ（塚田が勤務していた）
- 2008年4月〜2014年頃 - ゲーム事業移管に伴いバンプレストはバンダイナムコゲームスに交代、サンライズインタラクティブは8月に解散し降板。
- 2014年頃〜 - バンダイナムコゲームスが降板しノンスポンサー（CMも挿入されていない）。

## 放送時間

### 放送終了時点
| 放送地域   | 放送局                 | 放送日時                           | 放送系列        | 備考                                        |
| ---------- | ---------------------- | ---------------------------------- | --------------- | ------------------------------------------- |
| 中京広域圏 | 東海ラジオ             | 日曜 21:30 - 22:00                 | NRN系列         | 野球中継が延長した場合は 放送時間繰り下げ。 |
| 北海道     | 北海道放送             | 日曜 23:30 - 24:00                 | JRN系列 NRN系列 |                                             |
| 日本全域   | ランティスウェブラジオ | 月曜 更新（東海ラジオより8日遅れ） | ネット配信      |                                             |

### 過去
| 放送地域 | 放送局       | 放送日時           | 放送系列 | 備考                         |
| -------- | ------------ | ------------------ | -------- | ---------------------------- |
| 福岡県   | 九州朝日放送 | 土曜 24:30 - 25:00 | NRN系列  | 2015年4月1日の放送で打ち切り |

## 『サンライズラヂオ』
1996年に宮島依里をパーソナリティーに据えて、HBCラジオ（北海道）1局によるローカル放送として土曜日25:00-25:30に開始する。加えて番組提供のサンライズからは、ザク塚田こと塚田廷式と中山浩太郎（現ボンズ）が「もしもしブラザーズ」というコンビ名で出演していた。初期の提供スポンサーはアニメイト札幌店。
因みに塚田廷式は、このラジオの第1回の紹介の時に「ザク塚田、で行きましょう」と自ら宣言した事から、この呼称が定着した。
番組内容は、リスナーからの投稿とサンライズ関連の情報がメインである。その他、様々な企画があり、例えば、当時「ブレンパワード」の監督を務めていた富野由悠季へのインタビューや、深夜の地方アニメラジオとしては異例の夜の公開放送、30分枠を超えるスペシャル放送などが行われていた。また、サンライズ作品の中で、異なった番組からキャラクターがそれぞれ登場するクロスオーバー作品のオリジナルラジオドラマ「サンライズワールド」を放送していた。現在は廃盤になっているが、ドラマCDとしても発売されていた。
1999年に、多田葵との2人体制になる。1999年4月に東海ラジオがネット局に加わる一方、中山浩太郎が番組を卒業。HBCラジオでの放送時間が30分早くなり日曜（土曜深夜）0:30-1:00になる。

## 『サンライズラヂオ ターボ』
2000年3月に宮島が卒業。多田と新たに加わったかかずゆみとの2人体制にリニューアルされた。また、この頃から東海ラジオがキー局になった。
この時期は、タカラ（現タカラトミー）の早坂（通称ハヤバーン）、早坂と入れ替わるように出演するようになったバンプレストの寺田貴信をはじめ、サンライズインタラクティブ（当時）の塚田廷式、サンライズの「KURO-D（クロディー）」こと黒田や「もっちー」こと望月などの中から何人かがパーソナリティとして参加していた。寺田らは後に「おやじ～ず」という名称を与えられた。
当初、番組中での情報紹介は、PS用ソフト「ブレイブサーガ」など、タカラとサンライズ関連のものが多かった。後にバンプレスト・サンライズ・サンライズインタラクティブ等の情報を紹介するコーナーが立ち上げられた。
紹介者によってコーナー名が変わり、例えば「ネタばれ!デジライズ」の場合は寺田が紹介、ザク塚田の場合「ザク塚田の部屋」、黒田や望月は「クロディー ドットネット」「もっちーのサンライズ情報」となり、彼らの声で専用のジングルも作られていた。以降、番組の出演頻度が高い人物に関しては、このシステムが使われている。
2002年に多田葵（時期を同じくしてKURO-D）が卒業。かかずが単独パーソナリティとなる。これに伴い「おやじ～ず」という呼び名が使われなくなり、その後、塚田と寺田が「ダンディライオンズ」というユニット名での出演になった。その後もしばらく「ターボ」の番組名で、2002年の10月期より番組名が「～G」となった。なお、KBCラジオがネット局に加わったのは「～ターボ」時代である。
当時新人声優だった福山潤がスーパーサブという肩書きで番組に出演することがあった。現在でもこの肩書きは有効のようで、ゲスト出演の際に自分が、番組のスーパーサブであることを話す事がある。

## 『サンライズラヂオG』
メインパーソナリティーはかかずゆみ。また、ダンディライオンズもレギュラー出演。その他、サンライズの古里尚丈や井上幸一もたびたび出演していた。
- 共通の挨拶は「ガオッきげんようございます」、エンディングの挨拶は「Gアゲイン」で、後者はスタジオに居る全員で唱和する。
- オープニングテーマは、主にリスナーリクエストを基にサンライズ関連作品の楽曲を使用。エンディングテーマは、かかず自身が歌う「DuetStars」が固定で使用されていた。

放送された主なコーナー
- サンラヂことわざ辞典 - サンライズ作品に関する語句を組み入れた諺を考える。
- ガンダムヒストリカ - 過去のサンライズ作品の紹介。
- ラブラブサンライズ - サンライズ作品に登場したキャラやロボットなどに送るラブレターの中身を考える。
- ネタばれ!デジライズ - 「～ターボ」より引き継がれたコーナーだが、かかずによるジングルが使用されるようになり、塚田と寺田による情報紹介はこのコーナー名に統一された。両名ともに、それぞれ欠席する場合には伝言という形で他の出演者が代読した。ちなみに「～EX。」より寺田によるジングルと「ザク塚田の部屋」がそれぞれ復活している。
- 天然ゆみちゃんの「どっちがお好き?」 - リスナーからの投稿で、例えば「AとBのどちらが良いか?」という質問に対して、ダンディライオンズがそれぞれの立場になってプレゼンを行う。結果はかかずが判定し、より良いプレゼンをした方を勝者とする。敗者には罰ゲームが用意されており、ラジオ本編などで執行された。

## 『サンライズラヂオEX。』
2005年に新パーソナリティとして美郷あきが加わり、短期間だが2人体制で放送された。その後かかずは卒業し、メインパーソナリティの美郷あきとレギュラーのダンディライオンズ2人という形になっている。2007年7月からは、従来の放送局に加えランティスのWEBサイトで無料ネットラジオとして放送されている。なお、美郷は2011年4月2日・3日の放送を以って番組を卒業した。
- オープニングテーマは、美郷が歌う「Goal to NEW WORLD」（シングルSilent wing収録）で、エンディングテーマはリスナーリクエストによるサンライズ関連作品の楽曲を使用する。なお、ネットラジオ版は地上波での放送後に存在するステーションブレイク分の尺も埋めた30分丁度の放送となるため、地上波放送分よりもエンディング曲が長く再生される。
- 共通の挨拶は「こんばんマルっと！」、エンディングの挨拶は「（スタジオに居る全員で）ばいばーい、（美郷のみ）マルッ！」である。
- 美郷がカレー好きであるため、カレーに関する話題の便りが寄せられることが度々ある。また、それが高じて実際にリスナーより寄せられた美味しいカレーの食べ方を募集し、番組内で批評するという企画も行われた。

主なコーナー
「～ターボ」や「～G」と同様にサンライズ関係の情報提供者がそれぞれのコーナーを持っている。以下には「EX。」から始まったコーナーを列記する。
- いのP-（井上幸一）のサンライズ情報
- ヤマムゥト（山本）のサンライズ情報!
- 相馬四季のサンラヂショッピング - 「ショッピング」とあるが、情報提供のコーナーである。ちなみに、彼女は同じくラジオに登場する曳野あゆみとともに「たんぽぽシスターズ」というコンビ名をつけられている。
- 装甲騎兵ボトムズ巡礼の旅「サンラヂside」 - 装甲騎兵ボトムズに関する情報を公開。なお、このコーナーはサンライズのサイト内にあるボトムズのページでも配信されている。
- ダンディライオンズ「デビュー化計画」 - 歌手デビューを実行するための企画コーナー。実際に楽曲の制作とレコーディングが行われ、ラジオ本編で流されたことがある。番組内で予約による通信販売が行われた。

（CDは現在　V.S　UNION　ONLINE　SHOPというサイトで購入することが出来る。）
- SNN News - ラジオドラマを放送。
- ゆうこりん（小椋）のバレバレ惑星 - 主に寺田が多忙で出演できない場合に放送。小椋が寺田に代わって最新情報を紹介する。
- サンラヂ川柳 - サンラヂ・スパロボ・サンライズ作品に関する言葉を使った川柳を紹介。
- もしマル - サンラヂメンバー・サンライズ作品やスパロボのキャラが、「もし○○だったら、○○しそう」などの妄想を紹介。【例題：もしシャアが郵便配達員だったら、通常より3倍早く手紙が届きそう。理由：自転車やバイクが赤いから】

イベント
- サンライズラヂオEX。 Presents ダンディライオンズwith AKI MISATOとゆかいな仲間たち。 - 2011年1月30日(日)に阿佐ヶ谷ロフトAで行われたイベント。番組内でダンディライオンズのプロデューサー役とされている、美郷あきが立案した。

## 『サンライズラヂオBREEZE』
2011年4月9日より放送開始。メインパーソナリティーはあべわきで、番組内にて決定した「わっきゅん」というあだ名で呼ばれる。
ゲーム関係の広報はあまり行われなくなり、サンライズのアニメ、及びガンプラに関する話題が中心となっていった。このためモデラーの川口克己の出演回数が増え、末期には井上とともにほぼレギュラーの形で出演していた。また、一時期サンセットラジオ（後述）の進行役を担当していた泰勇気が、本放送のメンバーに加わった。
2016年4月の改編で番組終了。これにより1996年10月から始まったサンライズラヂオのシリーズは19年半に渡る歴史にピリオドを打つことになった。
なお、東海ラジオの厚意により東海ラジオの圏内のみ1回多く放送できることになり、HBCラジオは3月27日に終了したが、東海ラジオは4月3日に終了した（ランティスウェブラジオでの配信もあり）。
主なコーナー
以下には、「BREEZE」から始まったコーナーを記載する。
- サンラヂクイズだよ！全員集合！！
リスナーから問題を募集し、パーソナリティーがくじ引きで、出題者と回答者に分かれる。出題者は問題を読み、回答者はその問題に正解するとポイントが加算。２ポイント到達した人物はプレゼントを用意しなければならない。3ポイントになるとそれをプレゼントするという企画。
- MESSAGE　from サンラヂ
2011年3月11日に発生した東日本大震災により被災した方々への応援メッセージを紹介するコーナー。応援メッセージは公式サイトで随時公開されている。
- いのPの　Time　on Time
サンライズ創立30周年を記念して作られた集成書籍「サンライズクロニクル」より無作為に選出したアニメ作品について、サイコロでテーマを決定しトークを展開する。
- なぞかけ小隊
毎月お題を変えてなぞかけを募集。公式サイトでも随時公開されている。
- わっきゅんセレクション
あべが独断で選んだ曲を流すコーナー。

## サンセットラヂオ
「サンライズラヂオG」への番組リニューアルに伴い、当時はサンライズインタラクティブのサイト内にあった「サンラヂ」コーナーにて、無料インターネットラジオとして「サンセットラヂオ」の配信が開始された。以降、サイト移転を経て2011年3月1日まで不定期ではあるものの更新が続いた。
しかし、本編が「サンライズラヂオBREEZE」に改変されると共に、あべが所属する劇団櫂のサイト上にて「収録後コメント」の配信が開始され、これに取って代わられる形で更新が途絶えた。
その後、2014年4月より「サンセットラヂオリボーン」と題して3年ぶりに配信が再開。これに伴い収録後コメントの配信は終了した。
- 内容は塚田曰く「駄ばなし」であり、主にラジオ本編収録前後のトークを収録し、出演者、スタッフ、時にはゲストの日常会話やスポンサー関連以外の作品も数多く話題となっている。
- 2003年から2006年末まで、当初ゲストだった泰勇気がレギュラーとして出演していたが、その際に「先輩」というあだ名をつけられている。これは、「ダンディライオンズは元氣プロジェクトに所属しており、泰勇気の後輩[3]だ」というサンセットラヂオ内での冗談が発端。ちなみに、かかずは大先輩に当たるとされていた。

## 備考
- 寺田・塚田のコンビ名として定着している「ダンディライオンズ」の由来は、松任谷由実のダンデライオン〜遅咲きのたんぽぽを初めて聴いた寺田が、曲中の歌詞に出てくる「ダンデライオン」（タンポポの意）を、「ダンディーライオン」と勘違いしていたという話が発端である。
- これまでに数度、公開録音を行っている。地上波で聴取可能な地域である北海道や名古屋で行われる事が多い。関東で実施されたこともあり、前述のイベントが行われた阿佐ヶ谷ロフトAのほか、かかずの卒業時には千葉県松戸市にあったガンダムミュージアム内のガンダムカフェで収録が行われた。
- リスナーより送られた塚田、寺田をモチーフとしたイラストが番組ステッカーや公式サイト上で使用されているが、PS2用ソフト『スーパーロボット大戦OG ORIGINAL GENERATIONS』および『スーパーロボット大戦OG外伝』ではこのイラストを元にした「ダンディライオン2号[4]ちゃん」というキャラクターが登場している。この他、『第3次スーパーロボット大戦α』のゲーム中断メッセージでは、かかず演じるキャラクター「ゼオラ・シュバイツァー」が「サンライズラヂオG」におけるエンディングの挨拶「Gアゲイン!」、また『スパロボOGS』では、同じくゼオラに「～EX。」のエンディングの挨拶「。（マルッ）!」という台詞が採用されている。これらはサンラヂファン向けにプロデューサーの寺田やスタッフがゲームに盛り込んだサービスである。